# Michael Matzdorff
Michael Matzdorff (né le 20 septembre 1965 à Green Bay, Wisconsin) est un monteur, réalisateur, acteur, scénariste et producteur de cinéma américain.

## Filmographie

### Comme monteur
- 1993 : Beyond Fear de Robert F. Lyons
- 1996 : Boys Night Out de Yule Caise
- 1998 : pURe kILLjoy de Aaron Downing
- 2002 : Made-Up de Tony Shalhoub
- 2002 : The Belt de Michael Matzdorff
- 2003 : No Regrets de Michael Matzdorff
- 2003 : Control Factor (téléfilm) de Nelson McCormick
- 2003 - 2004 : Monk - 8 épisodes
- 2005 : Motel de Thor Freudenthal
- 2007 : Code Name: The Cleaner de Les Mayfield
- 2008 : Inside (From Within) de Phedon Papamichael
- 2008 : Last Comic Standing - 3 épisodes
- 2009 : Sober House - Saison 1, épisode 2
- 2009 : No Plans for the Weekend (téléfilm) de Aaron Brodkin
- 2009 : Feed the Fish de Michael Matzdorff

### Comme réalisateur
- 2002 : The Belt
- 2003 : No Regrets
- 2009 : Feed the Fish

### Comme acteur
- 1994 : Les Chenapans (The Little Rascals) de Penelope Spheeris : Annonceur de la course
- 2002 : The Belt de Michael Matzdorff : Conducteur
- 2003 : Party Animals de Grady Cooper et Lance Krall : Le père mécontent
- 2009 : Ungrateful de Brian Shackelford

### Comme scénariste
- 2002 : The Belt de Michael Matzdorff
- 2003 : No Regrets de Michael Matzdorff
- 2009 : Feed the Fish de Michael Matzdorff

### Comme producteur
- 2003 : No Regrets de Michael Matzdorff
- 2009 : Feed the Fish de Michael Matzdorff